# George Sutherland-Leveson-Gower, 5:e hertig av Sutherland

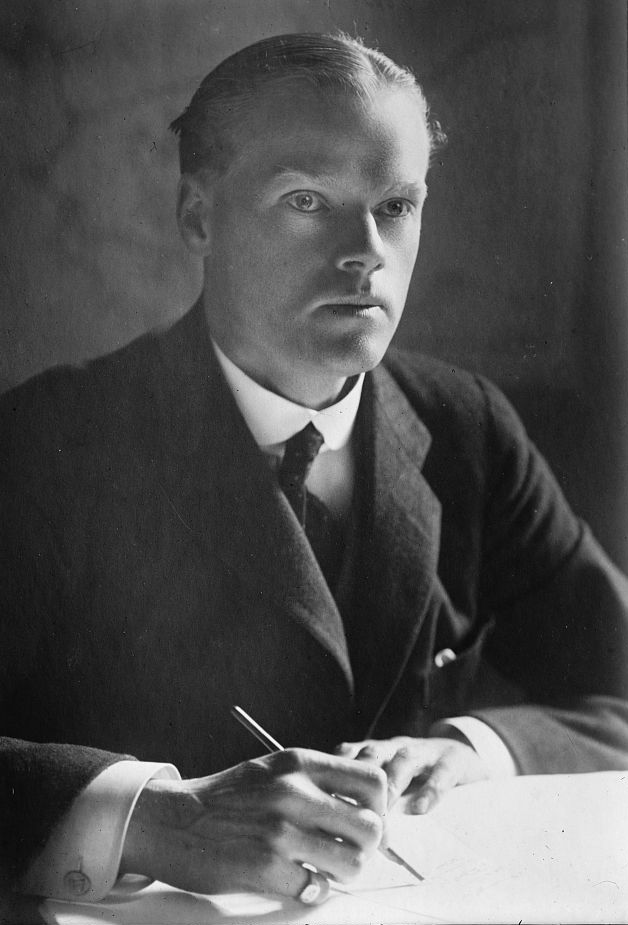
George Sutherland-Leveson-Gower, 5:e hertig av Sutherland

George Granville Sutherland-Leveson-Gower, 5:e hertig av Sutherland, född 29 augusti 1888, död 1 februari 1963 i Nassau, Bahamas, var en brittisk ädling, son till Cromartie Sutherland-Leveson-Gower, 4:e hertig av Sutherland.
Han gifte sig 1912 med Lady Eileen Gwladys Butler (1891-1943) och ingick ett andra äktenskap 1944 med Clare Josephine O'Brien (1903-1998). Han fick inga barn i någotdera giftet. Hertigtiteln övergick 1963 till hans avlägsne släkting John Sutherland Egerton, 5:e earl av Ellesmere (1915-2000).